# Piero da Vinci
Piero da Vinci (1427 - 1504), tên đầy đủ là Ser Piero d'Antonio di ser Piero di ser Guido da Vinci là công chứng viên của xứ Florence, cha của Leonardo da Vinci. Piero là con của Antonio da Vinci.

## Tiểu sử
Gia đình là nổi tiếng với nhiều đời là công chứng viên làm việc tại các tòa án tối cao của xứ Florence. Piero đã kết hôn bốn lần, Leonardo da Vinci là đứa con cùng cha khác mẹ và là người con bất hợp pháp của ông với Catherine. Người vợ đầu tiên của ông là Albiera Giovanni Amadori. Bà không thể sinh cho Piero một đứa con và đã chết vào năm 1464. Người vợ thứ ba của ông là Margherita di Francesco di Jacopo. Với cuộc hôn nhân thứ tư và cuối cùng, với Francesca Lanfredini, ông đã có tổng cộng là mười hai người con, với hai người là hợp pháp (người cuối cùng được sinh ra khi Leonardo đã 40 tuổi)
Ông qua đời vào ngày 09 Tháng Bảy năm 1504, sự kiện này cũng ghi nhận bởi con trai ông, Leonardo: "Ngày 09 Tháng Bảy năm 1504, Thứ Tư lúc 7:00 Ser Piero da Vinci chết, công chứng viên của Palazzo del Podesta,... ". Ông không phải là một người cha tốt và thậm chí không phải một người đàn ông trung thực, ông là một người đầu cơ và là người mà Leonardo khinh rẻ.